# Placeres de solteros
Placeres de solteros (título original en italiano: I piaceri dello scapolo) es una película de 1960 dirigida por Giulio Petroni y protagonizada por Mario Carotenuto, Memmo Carotenuto, Sylva Koscina y Gina Rovere.

## Argumento
Dos solteros que ya no son tan jóvenes alquilan un apartamento para sus andanzas. Pero su entusiasmo dura muy poco, pues todos sus intentos de utilizarlo para conseguir citas parecen ser inútiles.

## Reparto
- Sylva Koscina como Eby.
- Mario Carotenuto como Mario.
- Memmo Carotenuto como Memmo.
- Gina Rovere como Franca.
- Andrea Checchi como Ing. Rocchetti.
- Marisa Merlini como Evelina.
- Nanda Primavera como la madre de Evelina.
- Mario Passante como el fraile.
- Carlo Pisacane como el portero.
- Graziella Granata como Gianna.

## Censura
Placeres de solteros, estrenada en los cines italianos en 1960, fue clasificada por la Comisión de Revisión Cinematográfica del Ministerio de Bienes y Actividades Culturales como prohibida para menores de dieciséis años. La comisión exigió también que se redujeran las secuencias en las que una prostituta aparecía semidesnuda y que se eliminaran las escenas en las que asumía posiciones y actitudes provocativas propias de su profesión, y las escenas del fraile limosnero y del fraile hablando con Memmo. Las escenas eliminadas se consideraron ofensivas para la decencia, la moral, las buenas costumbres y el sentimiento religioso. El documento n.º 31287 fue refrendado el 22 de febrero de 1960 por el ministro Domenico Magrì.